# Riserva naturale del Caucaso
La riserva naturale del Caucaso (in russo Кавказский заповедник, Kavkazskij zapovednik) è un'area protetta situata nella parte nord-occidentale del Caucaso a nord-est della città di Soči, in Russia.

## Geografia

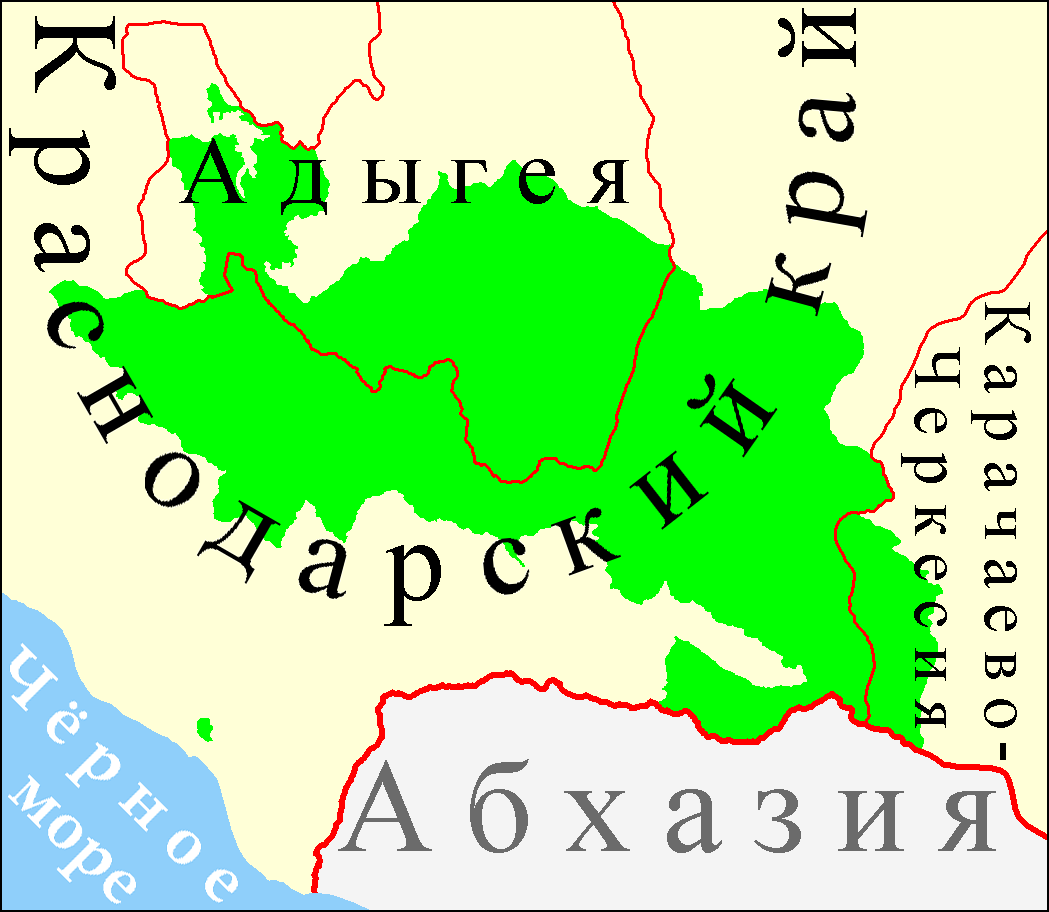
Estensione della riserva.

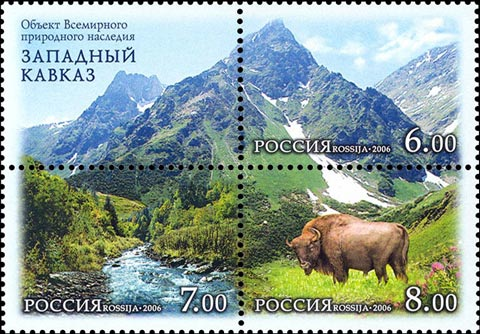
Il bisonte su un francobollo russo.

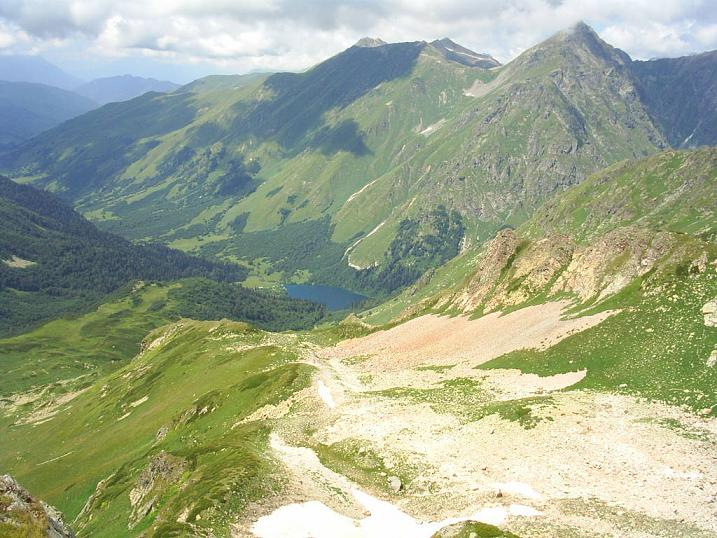
Veduta sul lago Kardivač.

La riserva naturale si aestende attraverso il crinale principale della catena del Caucaso, occupando una superficie di 2634,8 km² ricoperti per lo più da foreste. La zapovednik è costituita da due unità: una parte montuosa (2630 km²) e il bosco di Chosta (301 ha), costituito da tassi e bossi. I crinali montuosi definiscono il rilievo della riserva: la loro altitudine cresce procedendo da ovest ad est, dove si innalza al di sopra della linea degli alberi.
Le cime più elevate sono lo Čuguš (3240 m) e il Picco Smidovič (3360 m). Il clima varia da quello subtropicale delle zone meno elevate a quello rigido di tipo artico dell'altopiano. Numerosi torrenti e ruscelli di origine glaciale hanno intagliato il complesso e impervio rilievo della regione, caratterizzato da alte falesie e profonde gole e forre.

## Flora
La riserva ospita una vegetazione ricca e variegata: qui sono state censite circa 1500 specie di piante vascolari, delle quali circa il 20% è endemico della regione. Tra queste figurano forme relitte del periodo cenozoico, come l'abete del Caucaso (Abies nordmanniana), che può raggiungere i 60 m di altezza, il faggio orientale (Fagus orientalis), specie endemiche di abete rosso (Picea spp.) ed enormi castagni (Castanea spp.). Boschi vergini di tasso (Taxus baccata) e bosso (Buxus colchica) sono preservati in una sezione della riserva lungo la costa del mar Nero. I prati alpini sono ricchi di piante delle famiglie delle Ombrellifere e delle Composite. Trentadue specie di piante vengono classificate come rare o minacciate sul Libro Rosso russo delle Specie minacciate.

## Fauna
Il bisonte europeo, scomparso dalla regione ma successivamente reintrodotto, è uno dei grandi mammiferi che popolano la riserva. Altre specie presenti sono il maral, una sottospecie del cervo nobile, il capriolo, il camoscio, la capra del Caucaso occidentale, il cinghiale, l'orso bruno, il lupo e la lince. Nella riserva vivono quasi 200 specie di uccelli. Il grifone, il fagiano di monte del Caucaso e il tetraogallo del Caucaso sono quelle maggiormente degne di nota. Questa diversità di animali di grandi dimensioni, unica in Europa, è purtroppo minacciata dal bracconaggio. Ad esempio, il numero di camosci e capre è diminuito rispettivamente del 50 e del 60% negli anni '90 a causa della caccia illegale. Il numero di bisonti è sceso dai 368 animali del 1993 ad appena 66. Fortunatamente, nel 2008 il loro numero era nuovamente aumentato a circa 400 capi. Un progetto sviluppato dal WWF e dal governo russo sta portando avanti un tentativo di reintroduzione del leopardo nel Caucaso occidentale, una specie che oggi si trova solo sporadicamente nel Caucaso orientale. A tale scopo, alcuni leopardi persiani provenienti dal Turkmenistan sono stati trasferiti in grandi recinti all'aperto. La loro prole verrà in seguito rilasciata nella riserva naturale.
La sede amministrativa del parco si trova ad Adler, uno dei quartieri di Soči, città che ha ospitato le Olimpiadi invernali del 2014. Il confine della riserva corre non lontano dalla località sciistica di Krasnaja Poljana, attorno alla quale sono stati costruiti molti impianti sportivi. I conservazionisti hanno messo in guardia sugli effetti negativi che i giochi e lo sviluppo turistico nella regione potranno avere sullo stato attuale della riserva naturale.